# Správa Krkonošského národního parku

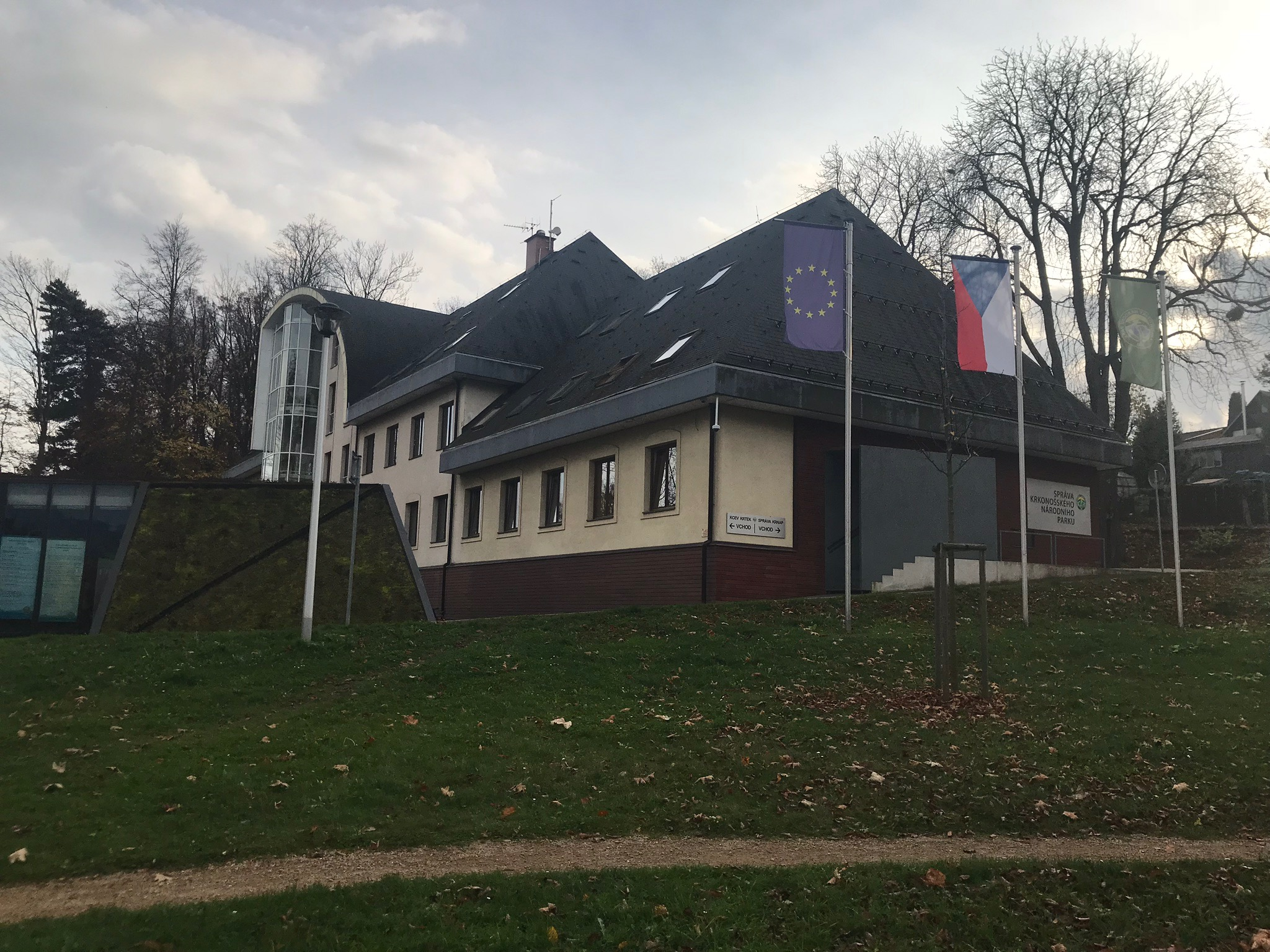
Hlavní budova správ KRNAP ve Vrchlabí, poblíž zámku

Správa Krkonošského národního parku (též Správa KRNAP) je instituce pověřená péčí o Krkonošský národní park, která byla zřízena 17. května 1963 na české straně Krkonoš a sídlí ve Vrchlabí.
V roce 1978 se správa KRNAP se stala členem Světové unie ochrany přírody (IUCN). V roce 1992 se podařilo prosadit zařazení do světové sítě biosférických rezervací UNESCO a s pomocí holandská nadace začala obnovy znečištěním poškozených lesů Krkonoš, která pokračovala až do roku 2000. V roce 2007 se správa KRNAP stala členem asociace evropských organizací zabývající se péčí o chráněná území EUROSITE.
Pod Správu KRNAP dále patří některé muzejní instituce v okresech Trutnov a Semily:
- Krkonošské muzeum Jilemnice (společně s městem Jilemnice)
- Krkonošské muzeum Vrchlabí
- Památník zapadlých vlastenců v Pasekách nad Jizerou
- lesnicko-myslivecká Expozice Šindelka v Harrachově

Dalšími institucemi, spadajícími pod Správu KRNAP, jsou stálá turistická informační střediska Vrchlabí, Harrachov, Špindlerův Mlýn, Pec pod Sněžkou a Paseky nad Jizerou a sezónní „srubová“ informační střediska Labský důl a Zlaté návrší.
Správa KRNAP je také vydavatelem měsíčníku Krkonoše – Jizerské hory, jehož první číslo vyšlo v lednu 1968 (tehdy pouze pro Krkonoše; Jizerské hory přibyly až od roku 2002).

## Budova Vrchlabí
V roce 2014 v hlavním sídle správy KRNAP bylo přistavěno Krkonošské centrum environmentálního vzdělávání. Uvnitř se nachází galerie a přednáškové místnosti.